# Пасош Тринидада и Тобага
Пасош Тринидада и Тобага је јавна путна исправа која се држављанину Тринидада и Тобага издаје за путовање и боравак у иностранству, као и за повратак у земљу.
За време боравка у иностранству, путна исправа служи њеном имаоцу за доказивање идентитета и као доказ о држављанству. 
Пасош Тринидада и Тобага се издаје за неограничен број путовања.
Грађани Тринидада и Тобага могу слободно да путују по скоро целој Јужној Америци и није им потребна виза за улазак у Уједињено Краљевство.
Грађанима Тринидада и Тобага такође није потребна виза за улазак у Републику Србију и у суседну Црну Гору.

## Језици
Пасош је исписан енглеским језиком као и личне информације носиоца.

## Страница са идентификационим подацима
- Тип ('' за пасош)
- Код државе
- Серијски број пасоша
- Презиме и име носиоца пасоша
- Држављанство
- Датум рођења (ДД. ММ. ГГГГ)
- Пол ( за мушкарце или Ž / F за жене)
- Место и држава рођења
- Пребивалиште
- Издат од (назив полицијске управе која је издала документ)
- Датум издавања (ДД. ММ. ГГГГ)
- Датум истека (ДД. ММ. ГГГГ)
- Потпис и фотографију носиоца пасоша